# Principio cosmológico
El principio cosmológico es una hipótesis principal de la cosmología moderna, basada en un número creciente de indicios observables. Afirma que, en escalas espaciales suficientemente grandes, el Universo es isótropo y homogéneo. En este contexto, la expresión «suficientemente grandes» se refiere a escalas del orden de cientos de megapársecs.

## Definición
El principio cosmológico asegura que el universo, cuando se observa a escalas del orden de cientos de megapársecs, es isotrópico y homogéneo. La isotropía significa que sin importar en qué dirección se esté observando, veremos las mismas propiedades en el Universo. La homogeneidad quiere decir que cualquier punto del Universo luce igual y tiene las mismas propiedades que cualquier otro punto dado.

## Observaciones
La distribución en el cielo de las fuentes de radio extragalácticas confirma la homogeneidad e isotropía del universo. Si se toman dos diferentes puntos en el cielo al azar, se tendrá una densidad de fuentes similar entre ambos. La única excepción a esto será en puntos del cielo ocupados por la Vía Láctea, ya que esta no permite observar objetos a través de ella. 
Por medio de observaciones de la radiación de fondo cósmico se ha podido comprobar con mayor precisión el principio cosmológico. Las observaciones hechas con el Explorador del Fondo Cósmico (COBE, por sus siglas en inglés) y, más adelante, por la Sonda Wilkinson de Anisotropía en Microondas (WMAP) muestran que las fluctuaciones en la temperatura del fondo de microondas son tan pequeñas como del orden de {\displaystyle \Delta T=10^{-5}} K.

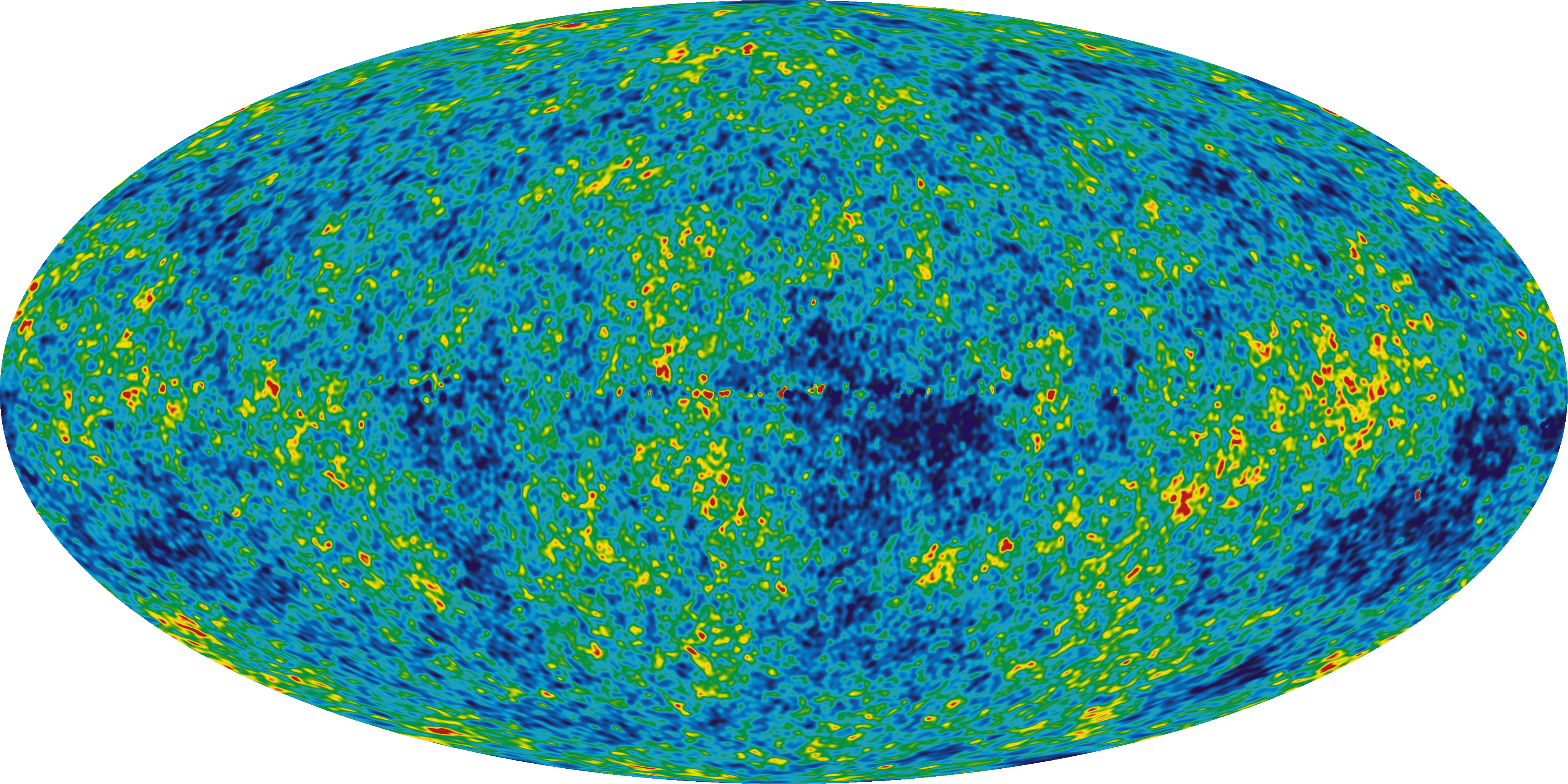
Mapa de la radiación del fondo de microondas medida por WMAP. La diferencia máxima entre los puntos azules y rojos es de unos 400 μK.

## Implicaciones
Las propiedades de homogeneidad e isotropía que supone el principio cosmológico sugieren que la Tierra no es un lugar preferencial en el universo, así como tampoco lo es ningún otro sitio en el mismo. Dicho de otro modo, si dos observadores situados en dos lugares diferentes del universo observan un mismo punto al mismo tiempo, cada uno de ellos, al medir las propiedades de ese punto —como la velocidad, la densidad, etc.— obtendrá los mismos valores sin que su posición afecte en las mediciones. 
Otra implicación es que las estructuras discretas más grandes en el universo —como los cúmulos y supercúmulos de galaxias— se encuentran en equilibrio mecánico. Por otro lado, un universo homogéneo e isotrópico a gran escala implica que estas estructuras discretas conforman un continuo de materia, de la misma forma en que las migajas conforman un pastel. 
Bajo las hipótesis de isotropía y homogeneidad, la única evolución posible del Universo es una expansión o contracción global. En ese caso, en un instante determinado, la velocidad a la que dos puntos del Universo se separan o acercan debe ser proporcional a su separación, siendo esta la ley de Hubble.
Este principio puede compararse o incluso demostrar la falsedad del principio antrópico.
Un reciente descubrimiento realizado por un grupo de astrónomos dirigidos por la Universidad de Central Lancashire parece desafiar de forma especialmente importante el Principio Cosmológico, ya que en su hallazgo han encontrado un Gran Grupo de Cuásares que mide 1200 megaparsecs, superando con creces los límites establecidos por este.

## Extensiones
Una extensión del principio cosmológico, propuesta por el astrónomo británico Fred Hoyle, la constituye la Teoría del estado estacionario; en ella el principio cosmológico se denomina el Principio cosmológico perfecto e incluye las aseveraciones de que el Universo es homogéneo e isótropo tanto en el espacio como en el tiempo. La teoría del estado estacionario original no explican las observaciones astrofísicas desde mediados de los años 1970. El principio cosmológico perfecto aplica también la inflación eterna caótica por Andrei Linde.